# Хотня
Хотня (хорв. Hotnja) — населений пункт у Хорватії, в Загребській жупанії у складі громади Покупсько.

## Населення
Населення за даними перепису 2011 року становило 236 осіб.
Динаміка чисельності населення поселення:

## Клімат
Середня річна температура становить 10,61 °C, середня максимальна – 24,86 °C, а середня мінімальна – -5,78 °C. Середня річна кількість опадів – 956 мм.
| Клімат поселення                              | Клімат поселення | Клімат поселення | Клімат поселення | Клімат поселення | Клімат поселення | Клімат поселення | Клімат поселення | Клімат поселення | Клімат поселення | Клімат поселення | Клімат поселення | Клімат поселення | Клімат поселення |
| Показник                                      | Січ.             | Лют.             | Бер.             | Квіт.            | Трав.            | Черв.            | Лип.             | Серп.            | Вер.             | Жовт.            | Лист.            | Груд.            |                  |
| Середній максимум, °C                         | 6,88             | 8,55             | 12,87            | 17,18            | 21,74            | 24,86            | 23,92            | 23,28            | 19,66            | 14,64            | 8,90             | 4,98             |                  |
| Середня температура, °C                       | 0,55             | 2,21             | 6,53             | 10,85            | 15,40            | 18,54            | 20,23            | 19,60            | 15,98            | 10,95            | 5,22             | 1,29             |                  |
| Середній мінімум, °C                          | −5,78            | −4,1             | 0,19             | 4,52             | 9,07             | 12,20            | 16,54            | 15,91            | 12,29            | 7,27             | 1,53             | −2,38            |                  |
| Норма опадів, мм                              | 57               | 55               | 65               | 76               | 81               | 96               | 86               | 91               | 90               | 91               | 95               | 73               |                  |
| Середньомісячна швидкість вітру, м/с          | 1.71             | 1.90             | 2.30             | 2.20             | 2.00             | 1.80             | 1.80             | 1.65             | 1.60             | 1.70             | 1.79             | 1.79             |                  |
| Середньомісячна сонячна радіація, кДж/м²·день | 4236             | 6941             | 10544            | 15038            | 19287            | 21108            | 22271            | 19369            | 14270            | 8872             | 4697             | 3398             |                  |
| --------------------------------------------- | ---------------- | ---------------- | ---------------- | ---------------- | ---------------- | ---------------- | ---------------- | ---------------- | ---------------- | ---------------- | ---------------- | ---------------- | ---------------- |
| Джерело:                                      |                  |                  |                  |                  |                  |                  |                  |                  |                  |                  |                  |                  |                  |